# Nepalalkippa
Nepalalkippa (Alcippe nipalensis) är en asiatisk fågel som numera placeras i den nyligen erkända familjen alkippor inom ordningen tättingar.

## Utseende
Nepalalkippan är en 12,5–13 cm stor, gråhuvad fågel med tydliga längsgående svarta hjässband. Vidare syns vitaktig strupe och en tydlig vit ögonring. I övrigt är fjäderdräkten är brunaktig. Jämfört med ockrabukig alkippa är den slankare och har mindre näbb.

## Utbredning och systematik
Nepalalkippa delas in i tre underarter med följande utbredning:
- Alcippe nipalensis nipalensis – förekommer i Himalaya, från Nepal till Sikkim, Bhutan och östra Assam
- Alcippe nipalensis commoda – förekommer från Assam (söder och öster om Brahmaputra) till norra Myanmar
- Alcippe nipalensis stanfordi – förekommer i sydvästra Myanmar

Underarten commoda inkluderas ofta i nominatformen.

### Släktes- och familjetillhörighet
Länge placerades arterna i Schoeniparus, Lioparus, Fulvetta och Alcippe i ett och samma släkte, Alcippe, men flera genetiska studier visar att de är långt ifrån varandras närmaste släktingar och förs nu istället vanligen till flera olika familjer, där arterna till Alcippe verkade utgöra systergrupp till fnittertrastarna och fördes till den familjen. Senare genetiska studier har dock visat att de utgör en mycket gammal utvecklingslinje och urskiljs därför av exempelvis tongivande International Ornithological Congress (IOC) till en egen familj, Alcippeidae.

## Status och hot
Arten har ett stort utbredningsområde och en stor population, men tros minska i antal, dock inte tillräckligt kraftigt för att den ska betraktas som hotad. Internationella naturvårdsunionen IUCN kategoriserar därför arten som livskraftig (LC).